# Khentkaus II
Khentkaus II (Ḫnt k3.w=s, "La que és davant del seu Ka") (2475 aC - 2445 aC) va ser una reina egípcia de la V Dinastia. Era esposa del rei Neferirkare Kakai i va ser mare de dos reis, Neferefre i Niuserre Ini.

## Biografia
| xnt · t | kA · kA · kA | s |

| xnt · t | kA · kA · kA | s |

Khentkaus II era l'esposa del faraó Neferirkare. El seu complex piramidal es va iniciar durant el regnat del seu marit, quan el seu títol encara era el de Esposa del Rei (hmt nswt). La construcció de la seva tomba es va aturar, possiblement quan va morir el seu marit, i probablement se'n van reprendre els treballs durant el regnat del seu fill. A partir de llavors el seu títol va ser el de Mare del Rei (mwt nswt). Khentkaus II apareix en un bloc amb el seu marit Neferirkare i un fill anomenat Ranefer (B).
Es va trobar un fragment de pedra calcària al complex piramidal que esmentava la filla d'un rei anomenada Reputnebti, a qui segueix el fill d'un rei anomenat Khentikauhor. Per context, Reputnebti era filla de Niuserre i, per tant, neta de Khentkaus II. S'hi menciona també el fill d'un altre rei, Irenre el jove (nedjes).

## Títols
Khentkaus II va ostentar diversos títols, inclòs el de Mwt-neswt-bity-neswt-bity, que té en comú amb Khentkaus I. Aquest títol no s'entén bé i podria significar "Mare dels Reis duals", o bé "del Rei dual" o "Mare dels doble Rei".
Altres títols de Khentkaus II erenː
- Gran del ceptre d'hetes (wrt-hetes)
- La que veu Horus i Seth (m33t-hrw-stsh)
- Gran d’elogis (wrt-hzwt)
- Esposa del rei (hmt-nisw)
- Esposa del rei, la seva estimada (hmt-nisw meryt.f)
- Sacerdotessa de Bapef (hmt-ntr-b3-pf)
- Sacerdotessa de Tjazepef (hmt-ntr-t3-zp.f)
- Directora dels carnissers de la casa de l’acàcia (khrpt-sshmtiw-shndt)
- Assistent d’Horus (kht-hrw)
- Filla de Déu (s3t-ntr)
- Companya d’Horus (smrt-hrw i tist-hrw).

El de Mare del Rei apareix en els papirs d'Abusir.

## Tomba

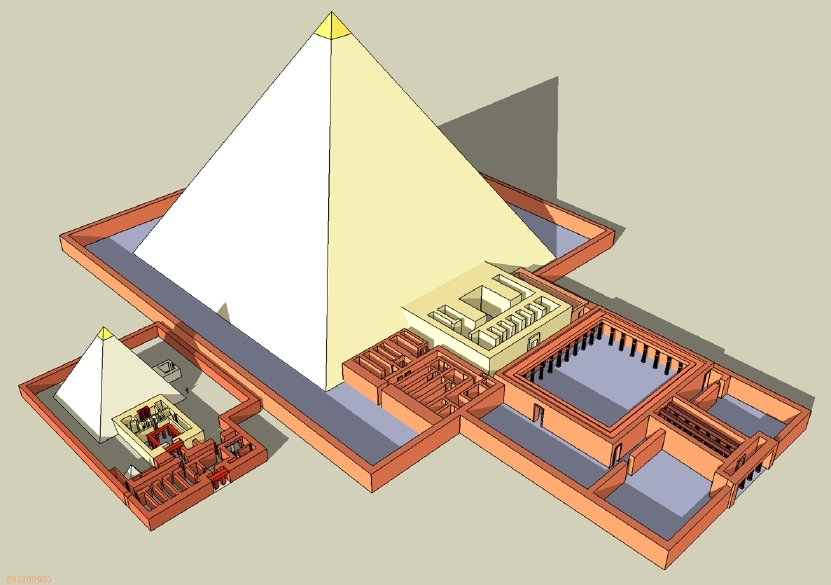
El complex piramidal de Neferirkare i el complex més petit de la seva dona Khentkaus II.

Khentkaus II tenia un complex piramidal a Abusir, al costat del complex piramidal del seu marit Neferirkare Kakai. La piràmide va ser excavada inicialment el 1906 per Borchardt. Aleshores es va pensar que l'estructura era una mastaba doble i no es va excavar gaire a fons. Setanta anys després, l'Institut Txec va realitzar una excavació a fons del lloc. La construcció de la piràmide va començar probablement durant el regnat del seu marit Neferirkare Kakai i va acabar durant el regnat del seu fill Niuserre Ini. La piràmide va ser saquejada durant el primer període intermedi. Durant el Regne Mitjà, la piràmide es va reobrir i el sarcòfag es va reutilitzar per a l'enterrament d'un nen petit. Al final del Nou Regne, va començar la destrucció del lloc quan se'n van treure pedres per ser reutilitzades en altres construccions.
El temple mortuori de Khentkaus II estava decorat, però els relleus van ser danyats i només en resta una col·lecció de fragments. Les escenes incloïen representacions d’ofrenes, un menjar funerari, escenes agrícoles, la processó de propietats funeràries i la família del rei Niuserre saludant a la seva mare.